# Goodyera clausa
Goodyera clausa är en orkidéart som först beskrevs av Alvah Augustus Eaton och Oakes Ames, och fick sitt nu gällande namn av Rudolf Schlechter. Goodyera clausa ingår i släktet knärötter, och familjen orkidéer.
Artens utbredningsområde är Filippinerna. Inga underarter finns listade i Catalogue of Life.